# Hypocacculus transbaicalicus
Hypocacculus transbaicalicus är en skalbaggsart som beskrevs av Reichardt 1932. Hypocacculus transbaicalicus ingår i släktet Hypocacculus och familjen stumpbaggar. Inga underarter finns listade i Catalogue of Life.